# David Belasco
Pour les articles homonymes, voir Belasco.
David Belasco est un dramaturge, directeur et acteur de théâtre américain, né à San Francisco (Californie) le 25 juillet 1853 et mort le 14 mai 1931 à l'âge de 77 ans à New York, où il est enterré.

## Biographie

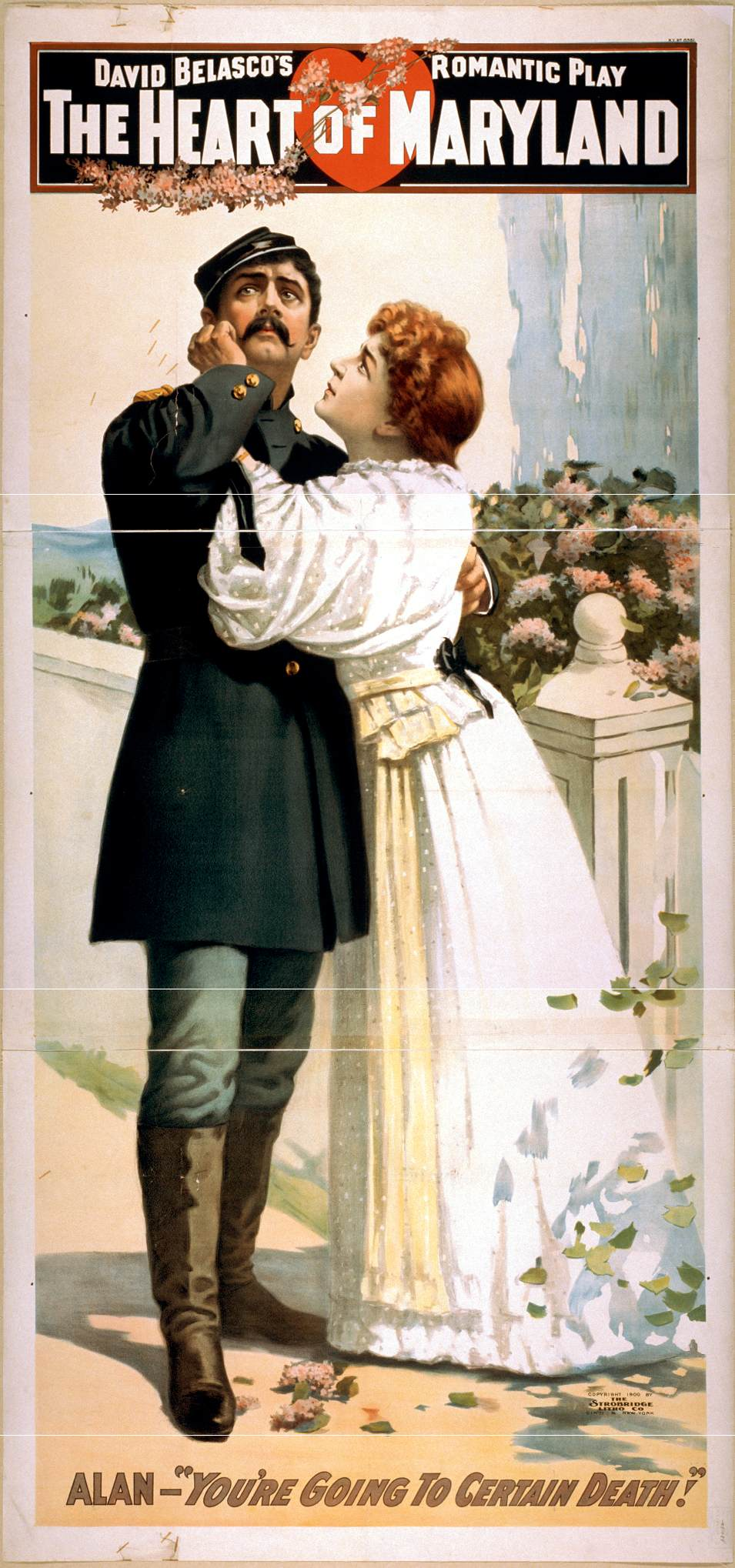
Affiche de The Heart of Maryland

Son père Abraham Humphrey, juif séfarade, clown de profession, et sa mère Reina Martin Belasco, catholique, avaient quitté Londres pendant la grande période des chercheurs d'or.
David Belasco a commencé sa carrière dans un théâtre de San Francisco en réalisant de petits travaux comme coursier, petite main ou transcripteur. Auteur doué, il se fait rapidement remarquer et commence à écrire et mettre en scène de nombreuses pièces au théâtre Madison de New York en 1882, qui en font une des figures les plus significatives théâtre américain. À partir de 1895, il est célèbre dans le milieu théâtral et s’établit comme producteur indépendant, créant de nombreuses pièces.
Son talent de dramaturge a été mis au service des stars de l’époque telles que James O'Neill, Leslie Carter, Blanche Bates, David Warfield (en) et Frances Starr (en), accordant des choix de sujets en fonction des emplois de chacune, tels The Heart of Maryland (22 octobre 1895) et l'adaptation de Zaza (en) (8 janvier 1899) pour Leslie Carter. De même, Belasco a écrit, d'après l'œuvre de John Luther Long, la pièce Madame Butterfly (en), présentée le 5 mars 1900 au Herald Square Theatre. Il crée aussi The Darling of the Gods (3 décembre 1902), et La Fille du far-west (en) (The Girl of the Golden West, 14 novembre 1905) pour la comédienne Blanche Bates. Madame Butterfly et La Fille du Far-west ont toutes deux été ensuite adaptées à l'opéra par Giacomo Puccini et ses librettistes Giuseppe Giacosa et Luigi Illica sous le titre Madame Butterfly et ses librettistes Guelfo Civinini et Carlo Zangarini sous le titre La fanciulla del west.
Pendant sa longue carrière, de 1884 à 1930, Belasco écrit, dirige ou produit plus d'une centaine de pièces de théâtre à Broadway, devenant la personnalité la plus influente des scènes de théâtre. Une quarantaine d'entre elles seront adaptées au cinéma. Mary Pickford, de son vrai nom Gladys Louise Smith, lui doit son nom de scène choisi lors de sa participation à la pièce The Warrens of Virginia en 1907.
David Belasco a épousé Cecilia Loverich (26 août 1873 - 25 décembre 1926) et a eu deux enfants : Reina et Augusta. Son frère, Walter Belasco (en), né en 1864 et mort le 21 juin 1939, a été acteur.
Le Belasco Theatre à New York est baptisé ainsi en son honneur.

## Théâtre

### Auteur
David Belasco est l'auteur de plus de trente pièces, parfois écrites en collaboration avec d'autres dramaturges.
- 1879 : Within an Inch of his Life (coauteur : James A. Herne)[5]
- 1879 : Marriage by Moonlight (coauteur : James A. Herne)[5]
- 1879 : Hearts of Oak (coauteur : James A. Herne)[6].
- 1882 : La Belle Russe[7].
- 1884 : May Blossom
- 1886 : Valerie, basé sur Fernande, de Victorien Sardou
- 1887 : The Wife, (coauteur : Henry C. De Mille (it))
- 1888 : Lord Chumley, (coauteur : Henry C. De Mille (it))
- 1889 : The Charity Ball, (coauteur : Henry C. De Mille (it))
- 1890 : Men and Women, (coauteur : Henry C. De Mille (it))
- 1891 : Miss Helyett
- 1893 : The Girl I Left Behind Me (coauteur : Franklin Fyles)
- 1893 : The Younger Son
- 1894 : Pawn Ticket (coauteur : Clay M. Greene (en))
- 1895 : The Heart of Maryland
- 1899 : Zaza (en), adaptation de la pièce éponyme de Pierre Berton et Charles Simon[8].
- 1900 : Naughty Anthony
- 1900 : Madame Butterfly (en), d'après l'histoire écrite par John Luther Long en 1898.
- 1901 : Du Barry
- 1902 : The Darling of the gods (coauteur : John Luther Long)
- 1903 : Sweet Kitty Bellairs, inspiré de The Bath Comedy (Agnes Castle et Egerton Castle)
- 1905 : Adrea (coauteur : John Luther Long)
- 1905 : La Fille du far-west (en) (The Girl of the Golden West)
- 1907 : The Rose of the Rancho, (coauteur : Richard Walton Tully (en))
- 1907 : A Grand Army Man, Opéra, Livret de David Belasco, Pauline Phelps et Marion Short)
- 1909 : The Lily, d'après l'œuvre de Pierre Wolff et Gaston Leroux
- 1911 : The Return of Peter Grimm
- 1919 : The Son-Daughter, (coauteur : George Scarborough (it))
- 1921 : Kiki, adaptation de l'œuvre éponyme d'André Picard.
- 1923 : Laugh, Clown, Laugh! (coauteur : Tom Cushing), d'après Ridi, Pagliaccio de Faurto Martini
- 1926 : Fanny (coauteur : Willard Mack)
- 1928 : Mima, sur base de The Red Mill de Ferenc Molnár
- Date indéterminée : The Honorable Mr. Wong (coauteur : Achmed Abdullah)[9].

### Mise en scène
Durant sa carrière, David Belasco a mis en scène ou produit plus de cent pièces et comédies musicales.

## Adaptations de ses pièces à l'opéra
- Madame Butterfly, adapté en 1904 à l'opéra par Giacomo Puccini et ses librettistes Giuseppe Giacosa et Luigi Illica sous le titre Madama Butterfly.
- La Fille du Far-west, adapté en 1910 à l'opéra par Giacomo Puccini et ses librettistes Carlo Zangarini et Guelfo Civinini sous le titre La fanciulla del west[10].

## Filmographie

### Adaptations de pièces de Belasco au cinéma
Une trentaine de films sont inspirés de pièces écrites par David Belasco,.
- 1900 : Naughty Anthony
- 1914 : The Wife
- 1914 : Lord Chumley
- 1914 : La Belle Russe, réalisé par William J. Hanley.
- 1914 : Rose of the Rancho
- 1915 : The Girl I Left Behind Me
- 1915 : La Fille du Far West (The Girl of the Golden West), de Cecil B. DeMille
- 1915 : Du Barry
- 1915 : The Heart of Maryland
- 1915 : May Blossom (pour lequel il signe aussi le scénario)
- 1916 : Sweet Kitty Bellairs
- 1919 : La Belle Russe, réalisé par Charles Brabin.
- 1919 : Harakiri, réalisé par Fritz Lang, d'après la pièce Madame Butterfly
- 1921 : The Heart of Maryland
- 1921 : The Case of Becky réalisé par Chester M. Franklin
- 1922 : Pawn Ticket 210
- 1923 : Zaza, réalisé par Allan Dwan, basé sur l'adaptation par David Belasco de la pièce de Pierre Berton et Charles Simon.
- 1923 : The Girl of the Golden West
- 1925 : Forty Winks, basé sur la pièce Lord Chumley
- 1925 : Men and Women
- 1926 : The Return of Peter Grimm
- 1927 : The Heart of Maryland
- 1928 : Ris donc, Paillasse ! (Laugh, Clown, Laugh) d'Herbert Brenon
- 1930 : Sweet Kitty Bellairs
- 1930 : Du Barry, Woman of Passion, réalisé par Sam Taylor
- 1930 : The Girl of the Golden West (en)
- 1931 : Kiki, réalisé par Sam Taylor
- 1932 : L'Honorable Monsieur Wong (The Hatchet Man)[9]
- 1932 : The Son-Daughter
- 1932 : Madame Butterfly, réalisé par Marion Gering, basé sur la pièce de Belasco et le livret de l'opéra de Puccini[13]
- 1935 : The Return of Peter Grimm
- 1936 : Rose of the Rancho
- 1938 : La Belle Cabaretière (The Girl of the Golden West)
- 1939 : Zaza, réalisé par George Cukor

Plusieurs des spectacles mis en scène par David Belasco, comme Seven chances, Lulu Belle, Girl of the Rio, Tonight or never, Tiger Rose ou Un bon petit diable ont aussi inspiré des longs métrages,,.

### Producteur
Outre son activité théâtrale, David Belasco a participé à la production de plusieurs films muets, adaptés de pièces qu'il avait lui-même produites à Broadway.
- 1914 : Un bon petit diable (A Good Little Devil) réalisé par Edwin S. Porter et J. Searle Dawley, sur la base de la pièce éponyme produite à Broadway par David Belasco lui-même.
- 1923 : Tiger Rose réalisé par Sidney A. Franklin, sur base de la pièce éponyme de Willard Mack

Avec le producteur Jesse L. Lasky : 
- The Case of Becky (1915) réalisé par Frank Reicher, sur base de la pièce éponyme de Edward Locke (en)
- The Fighting Hope (1915) réalisé par George Melford, sur base de la pièce éponyme de William Hurlbut
- La Fille du Far West, (The Girl of the Golden West) (1915) réalisé par Cecil B. DeMille, sur base de la pièce éponyme de David Belasco
- The Governor's Lady (1915) réalisé par George Melford, sur base de la pièce éponyme de Alice Bradley
- The Warrens of Virginia (1915) réalisé par Cecil B. DeMille, basé sur la pièce éponyme de William C. de Mille.
- The Woman (1915) réalisé par George Melford, basé sur la pièce éponyme de William C. de Mille.

### Acteur
- 1914 : Un bon petit diable , réalisé par Edwin S. Porter, d'après le spectacle éponyme produit en 1913 par David Belasco à Broadway[15].
- 1919 : A Star Over Night, court métrage de George Terwilliger